# 第87回東京優駿
- 東京優駿 > 第87回東京優駿
  - 第86回東京優駿 > 第87回東京優駿
    - 第36回ホープフルステークス > 第80回皐月賞 > 第87回東京優駿

第87回東京優駿は、2020年5月31日に東京競馬場で施行された競馬の競走である。
優勝馬はコントレイル（鞍上・福永祐一）。

## 新型コロナウイルスによる影響
本レースは、新型コロナウイルス感染症 (COVID-19)の流行及び改正・新型インフルエンザ等対策特別措置法32条に基づいて日本国政府から発令された新型インフルエンザ等緊急事態宣言により、2月以降各公営競技開催会場及び場外投票券売場にて実施してきた「無観客開催措置」が本レースでも取られる事となった。
この為、勝馬投票券の発売及び払い戻しは、電話・インターネット投票のみ実施。パークウインズやウインズ、エクセルなど場外勝馬投票券発売所での勝馬投票券の発売も中止された。日本ダービーが無観客で行われたのは太平洋戦争 (WWII)中に東京と京都でのみ「能力検定競走」の名の下で馬券の発売もなく施行された1944年以来76年ぶりの事である。
平原綾香による国歌独唱は行われたが、陸上自衛隊中央音楽隊によるファンファーレ生演奏は感染拡大防止のため中止され、ファンファーレはCD音源によって行われた。本競走のファンファーレがCD音源だったのは2011年以来9年ぶり。

## 出走馬の状況
前年の東京スポーツ杯2歳ステークスをレコード勝ちした後、暮れのホープフルステークスを勝利。皐月賞も人気に応えて快勝した無傷で4連勝中のコントレイルが満を持してダービーに参戦。前年の朝日杯フューチュリティステークスを無傷の3連勝で制し、皐月賞ではコントレイルと半馬身差の2着と惜敗したサリオスもダービーへ駒を進め、予想ではこの2頭がダービーの中心になると見られた。他に弥生賞ディープインパクト記念勝ち馬で、皐月賞では2番人気に推されながら5着に敗退したサトノフラッグ、弥生賞ディープインパクト記念2着からダービーへ直行してきたワーケア、京都新聞杯で超高額馬アドマイヤビルゴを破って優勝したディープボンドなどが参戦。GI馬2頭含む重賞馬10頭、総勢18頭が世代の頂点を決めるこの舞台に集まった。

### トライアル競走の結果
第80回皐月賞 GI
- 中山・芝2000mで施行[3]。
- 5着以内に優先出走権が与えられる。

| 着順 | 競走馬名           | 性齢 | 騎手               | タイム | 着差     | ダービーへの出否 |
| ---- | ------------------ | ---- | ------------------ | ------ | -------- | ---------------- |
| 1着  | コントレイル       | 牡3  | 福永祐一           | 2:00.7 |          | 出走             |
| 2着  | サリオス           | 牡3  | D.レーン           | 2:00.8 | 1/2      | 出走             |
| 3着  | ガロアクリーク     | 牡3  | L.ヒューイットソン | 2:01.4 | 3馬身1/2 | 出走             |
| 4着  | ウインカーネリアン | 牡3  | 田辺裕信           | 2:01.6 | 1馬身1/4 | 出走             |
| 5着  | サトノフラッグ     | 牡3  | C.ルメール         | 2:01.8 | 1馬身1/4 | 出走             |

第27回青葉賞 GII
- 東京・芝2400mで施行[4]。
- 2着以内に優先出走権が与えられる。
- 1着オーソリティはレース後に故障が判明したためダービーを回避[5]。

| 着順 | 競走馬名         | 性齢 | 騎手               | タイム | 着差 | ダービーへの出否 |
| ---- | ---------------- | ---- | ------------------ | ------ | ---- | ---------------- |
| 1着  | オーソリティ     | 牡3  | L.ヒューイットソン | 2:23.0 |      | 回避             |
| 2着  | ヴァルコス       | 牡3  | 三浦皇成           | 2:23.0 | クビ | 出走             |
| 3着  | フィリオアレグロ | 牡3  | D.レーン           | 2:23.1 | クビ |                  |

 プリンシパルステークス L
- 東京・芝2000mで施行[6]。
- 1着馬に優先出走権が与えられる。

| 着順 | 競走馬名       | 性齢 | 騎手     | タイム | 着差     | ダービーへの出否 |
| ---- | -------------- | ---- | -------- | ------ | -------- | ---------------- |
| 1着  | ビターエンダー | 牡3  | 津村明秀 | 1:59.8 |          | 出走             |
| 2着  | ポタジェ       | 牡3  | 武豊     | 1:59.8 | クビ     |                  |
| 3着  | ディアセオリー | 牡3  | 大野拓弥 | 2:00.2 | 2馬身1/2 |                  |

### その他の主な前哨戦の結果
第68回京都新聞杯 GII
- 京都・芝2200mで施行[7]。

| 着順 | 競走馬名           | 性齢 | 騎手     | タイム | 着差     |
| ---- | ------------------ | ---- | -------- | ------ | -------- |
| 1着  | ディープボンド     | 牡3  | 和田竜二 | 2:11.7 |          |
| 2着  | マンオブスピリット | 牡3  | 北村友一 | 2:11.7 | クビ     |
| 3着  | ファルコニア       | 牡3  | 川田将雅 | 2:12.0 | 1馬身1/2 |

### 人気
前日時点での1番人気はコントレイルで、1.5倍の圧倒的支持を受けた。続く2番人気のサリオスは4.7倍で、この2頭が単勝1桁台のオッズとなった。3番人気のワーケアは12.8倍とやや離れ、上位2頭（特にコントレイル）が多くの支持を集めた。

## 出走馬と枠順

### 登録馬
第87回東京優駿にはフルゲート18頭に対し、優先出走権を獲得している7頭を含め23頭の登録があった。その中から収得賞金1750万円のアルジャンナまでが出走可能、収得賞金が1750万円に満たないキメラヴェリテ以下の5頭が除外となった。

### 出走馬

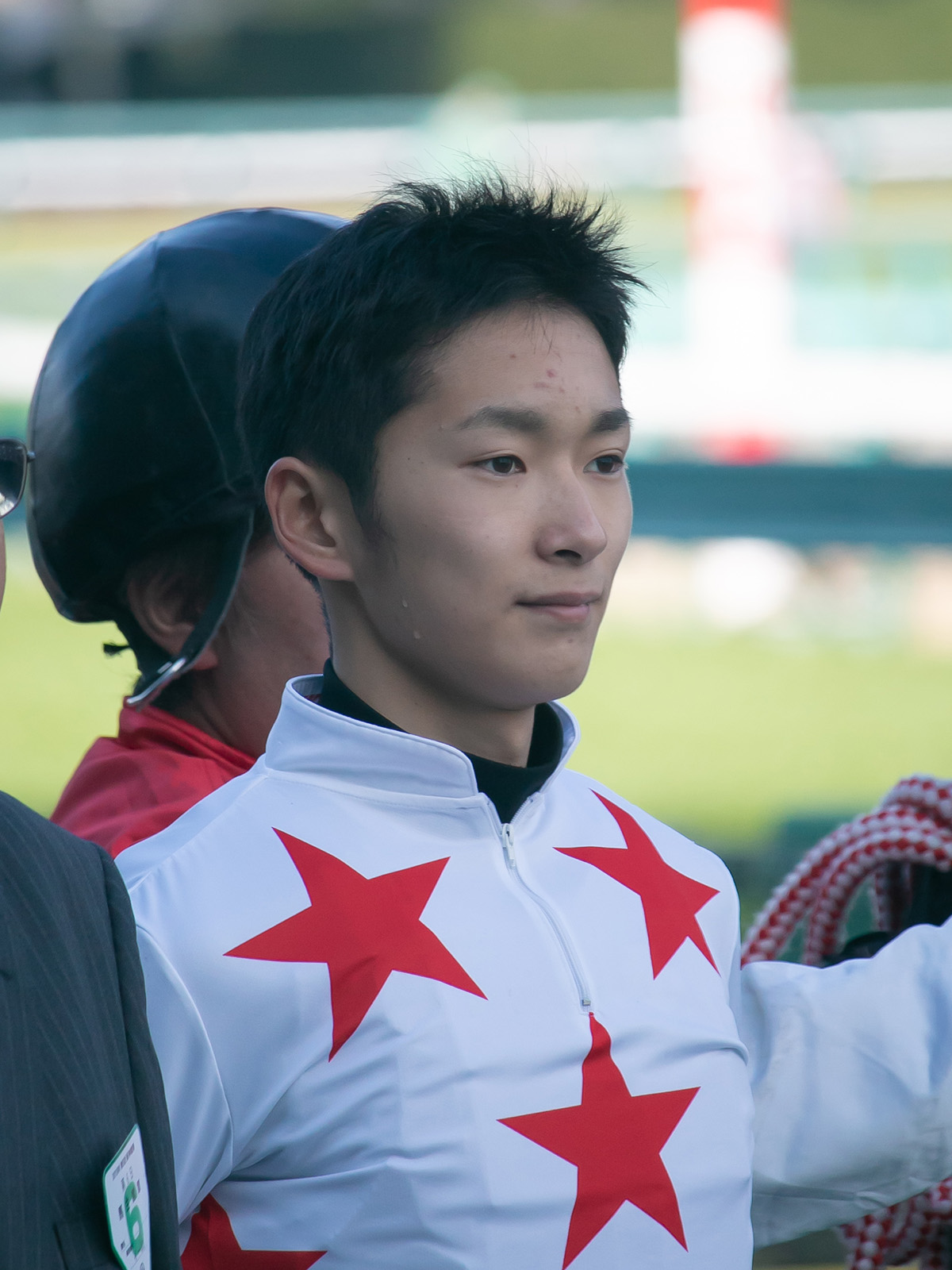
ダービー初騎乗の坂井瑠星

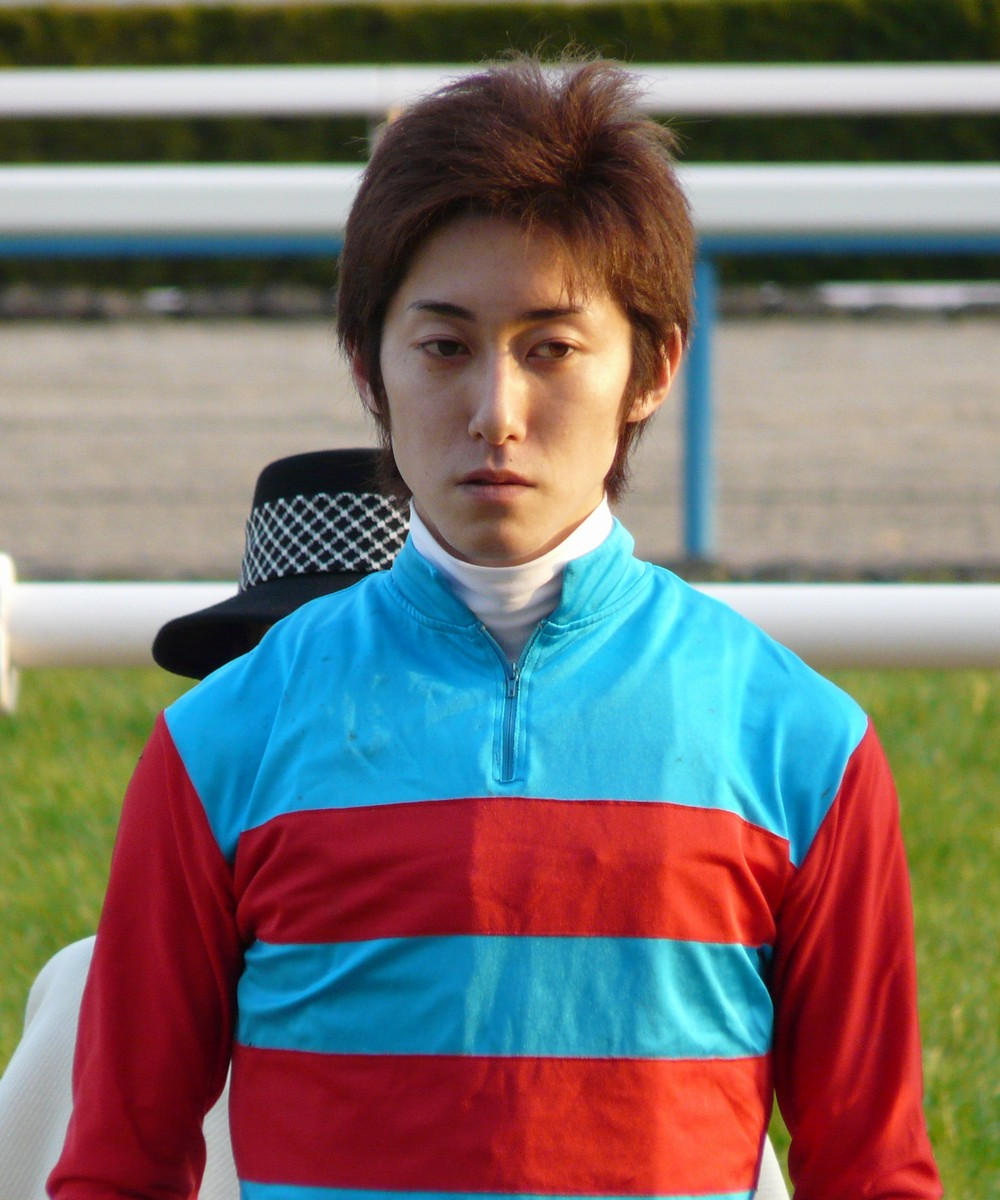
ダービー初騎乗の津村明秀

2020年5月31日 第2回東京競馬第12日目 第11競走
天気：曇　馬場状態：良　発走時刻：15時40分
| 枠番 | 馬番 | 競走馬名           | 性齢 | 騎手 （騎乗回数）                           | 斤量 [kg] | 調教師 （所属）     | 馬主                                 | オッズ | 人気 | 馬体重 [kg] |
| ---- | ---- | ------------------ | ---- | ------------------------------------------- | --------- | ------------------- | ------------------------------------ | ------ | ---- | ----------- |
| 1    | 1    | サトノインプレッサ | 牡3  | 坂井瑠星 （初騎乗）                         | 57        | 矢作芳人 （栗東）   | （株）サトミホースカンパニー         | 63.4   | 9    | 482         |
| 1    | 2    | アルジャンナ       | 牡3  | 浜中俊 （7回目・第86回優勝）                | 57        | 池江泰寿 （栗東）   | 吉田勝己                             | 88.8   | 12   | 454         |
| 2    | 3    | ワーケア           | 牡3  | クリストフ・ルメール （5回目・第84回優勝）  | 57        | 手塚貴久 （美浦）   | 落合幸弘                             | 12.8   | 3    | 490         |
| 2    | 4    | レクセランス       | 牡3  | 石橋脩 （3回目）                            | 57        | 池添学 （栗東）     | （有）シルクレーシング               | 213.5  | 18   | 480         |
| 3    | 5    | コントレイル       | 牡3  | 福永祐一 （21回目・第85回優勝）             | 57        | 矢作芳人 （栗東）   | 前田晋二                             | 1.4    | 1    | 460         |
| 3    | 6    | ヴェルトライゼンデ | 牡3  | 池添謙一 （11回目・第78回優勝）             | 57        | 池江泰寿 （栗東）   | （有）サンデーレーシング             | 66.4   | 10   | 486         |
| 4    | 7    | ブラックホール     | 牡3  | 石川裕紀人 （3回目）                        | 57        | 相沢郁 （美浦）     | 芹澤精一                             | 211.2  | 17   | 424         |
| 4    | 8    | ビターエンダー     | 牡3  | 津村明秀 （初騎乗）                         | 57        | 相沢郁 （美浦）     | （株）ヒダカ・ブリーダーズ・ユニオン | 91.2   | 13   | 464         |
| 5    | 9    | ダーリントンホール | 牡3  | ミルコ・デムーロ （8回目・ダービー通算2勝） | 57        | 木村哲也 （美浦）   | ゴドルフィン                         | 30.3   | 5    | 520         |
| 5    | 10   | コルテジア         | 牡3  | 松山弘平 （5回目）                          | 57        | 鈴木孝志 （栗東）   | 前田幸治                             | 131.5  | 14   | 458         |
| 6    | 11   | ガロアクリーク     | 牡3  | 川田将雅 （14回目・第83回優勝）             | 57        | 上原博之 （美浦）   | 水上行雄                             | 51.6   | 7    | 498         |
| 6    | 12   | サリオス           | 牡3  | ダミアン・レーン （2回目）                  | 57        | 堀宣行 （美浦）     | （有）シルクレーシング               | 4.4    | 2    | 528         |
| 7    | 13   | ディープボンド     | 牡3  | 和田竜二 （9回目）                          | 57        | 大久保龍志 （栗東） | 前田晋二                             | 61.6   | 8    | 484         |
| 7    | 14   | マイラプソディ     | 牡3  | 横山典弘 （23回目・ダービー通算2勝）        | 57        | 友道康夫 （栗東）   | （株）キーファーズ                   | 87.7   | 11   | 500         |
| 7    | 15   | サトノフラッグ     | 牡3  | 武豊 （31回目・ダービー通算5勝）            | 57        | 国枝栄 （美浦）     | （株）サトミホースカンパニー         | 16.5   | 4    | 488         |
| 8    | 16   | マンオブスピリット | 牡3  | 北村友一 （2回目）                          | 57        | 斉藤崇史 （栗東）   | ホシノレーシング                     | 179.7  | 16   | 492         |
| 8    | 17   | ヴァルコス         | 牡3  | 三浦皇成 （6回目）                          | 57        | 友道康夫 （栗東）   | 佐々木主浩                           | 46.4   | 6    | 498         |
| 8    | 18   | ウインカーネリアン | 牡3  | 田辺裕信 （6回目）                          | 57        | 鹿戸雄一 （美浦）   | （株）ウイン                         | 141.0  | 15   | 490         |

出典：

## レース結果

### レース展開
全馬ほぼ揃ったスタートを見せると、大外枠に入ったウインカーネリアンが積極的に進出、この馬がハナを切りレースを引っ張る展開となった。2番手にコルテジアが付け、1番人気コントレイルも内ラチ添い3番手の好位を追走した。中団前目にヴェルトライゼンデやヴァルコス。中団にはワーケアやアルジャンナ、人気のサリオスもこの付近に位置取った。中団後方からサトノインプレッサやダーリントンホール。後方からサトノフラッグやマイラプソディ。馬群から少し離れた最後方にマンオブスピリットという体勢で2コーナーからバックストレッチへ向かった。
前半1000mを61秒1のスローペースで通過すると、後方に位置していた横山典弘鞍上のマイラプソディが一気に進出、3コーナー手前でマイラプソディが先頭に立った。3コーナーから4コーナーにかけて徐々に馬群が固まり、直線に向くと各馬が追い出しを始めた。
直線に向くと、まずはマイラプソディやコルテジアが先頭を争う。コントレイルは直線半ばまで追い出しを我慢。残り約200mでマイラプソディらが脱落していったタイミングで追い出し始めると鋭い伸び脚を見せ、残り約100mでは完全に抜け出し、外から強襲したサリオスも完封。3馬身差でゴールし、無傷5連勝で牡馬クラシック二冠を達成した。タイムは2:24.1（良）。
2着には中団から差を詰めたサリオスが入り、皐月賞に続くコントレイルの2着と惜敗。1馬身3/4差の3着にヴェルトライゼンデが入った。

### レース着順
以下の内容はnetkeiba.comの情報に基づく
| 着順 | 枠番 | 馬番 | 競走馬名           | タイム | 着差   | 上がり3ハロン | 騎手       | 人気 |
| ---- | ---- | ---- | ------------------ | ------ | ------ | ------------- | ---------- | ---- |
| 1着  | 3    | 5    | コントレイル       | 2:24.1 |        | 34.0          | 福永祐一   | 1    |
| 2着  | 6    | 12   | サリオス           | 2:24.6 | 3      | 34.1          | D.レーン   | 2    |
| 3着  | 3    | 6    | ヴェルトライゼンデ | 2:24.9 | 1.3/4  | 34.7          | 池添謙一   | 10   |
| 4着  | 1    | 1    | サトノインプレッサ | 2:24.9 | アタマ | 34.3          | 坂井瑠星   | 9    |
| 5着  | 7    | 13   | ディープボンド     | 2:25.0 | 1/2    | 35.1          | 和田竜二   | 8    |
| 6着  | 6    | 11   | ガロアクリーク     | 2:25.0 | ハナ   | 34.6          | 川田将雅   | 7    |
| 7着  | 4    | 7    | ブラックホール     | 2:25.0 | ハナ   | 34.1          | 石川裕紀人 | 17   |
| 8着  | 2    | 3    | ワーケア           | 2:25.1 | 3/4    | 34.8          | C.ルメール | 3    |
| 9着  | 7    | 14   | マイラプソディ     | 2:25.2 | クビ   | 35.4          | 横山典弘   | 11   |
| 10着 | 4    | 8    | ビターエンダー     | 2:25.2 | アタマ | 35.6          | 津村明秀   | 13   |
| 11着 | 7    | 15   | サトノフラッグ     | 2:25.3 | 1/2    | 34.7          | 武豊       | 4    |
| 12着 | 5    | 10   | コルテジア         | 2:25.4 | 3/4    | 35.5          | 松山弘平   | 14   |
| 13着 | 5    | 9    | ダーリントンホール | 2:25.5 | 1/2    | 34.7          | M.デムーロ | 5    |
| 14着 | 8    | 17   | ヴァルコス         | 2:25.5 | アタマ | 35.5          | 三浦皇成   | 6    |
| 15着 | 2    | 4    | レクセランス       | 2:25.7 | 1.1/4  | 34.6          | 石橋脩     | 18   |
| 16着 | 8    | 16   | マンオブスピリット | 2:26.0 | 1.3/4  | 34.9          | 北村友一   | 16   |
| 17着 | 8    | 18   | ウインカーネリアン | 2:26.2 | 1.1/4  | 36.1          | 田辺裕信   | 15   |
| 18着 | 1    | 2    | アルジャンナ       | 2:26.3 | 3/4    | 36.0          | 浜中俊     | 12   |

### データ
| ハロンタイム        | 12.6 - 11.3 - 12.9 - 12.6 - 12.3 - 11.8 - 12.2 - 12.3 - 11.8 - 11.3 - 11.3 - 11.7 |
| 上がり4ハロン       | 46秒1                                                                             |
| 上がり3ハロン       | 34秒3                                                                             |
| 優勝馬上がり3ハロン | 34秒0                                                                             |
| 上がり最速          | 34秒0（コントレイル）                                                             |

### 払戻
|        | 馬番／枠番 | 人気 | 金額（円） |
| ------ | ---------- | ---- | ---------- |
| 単勝   | 5          | 1    | 140        |
| 複勝   | 5          | 1    | 110        |
| 複勝   | 12         | 2    | 140        |
| 複勝   | 6          | 8    | 520        |
| 枠連   | 3 - 6      | 1    | 240        |
| 馬連   | 5 - 12     | 1    | 270        |
| 馬単   | 5 → 12     | 1    | 350        |
| ワイド | 5 - 12     | 1    | 170        |
| ワイド | 5 - 6      | 8    | 790        |
| ワイド | 6 - 12     | 22   | 1830       |
| 3連複  | 5 - 6 - 12 | 5    | 2480       |
| 3連単  | 5 → 12 → 6 | 9    | 5140       |

## 記録

### 優勝馬関係

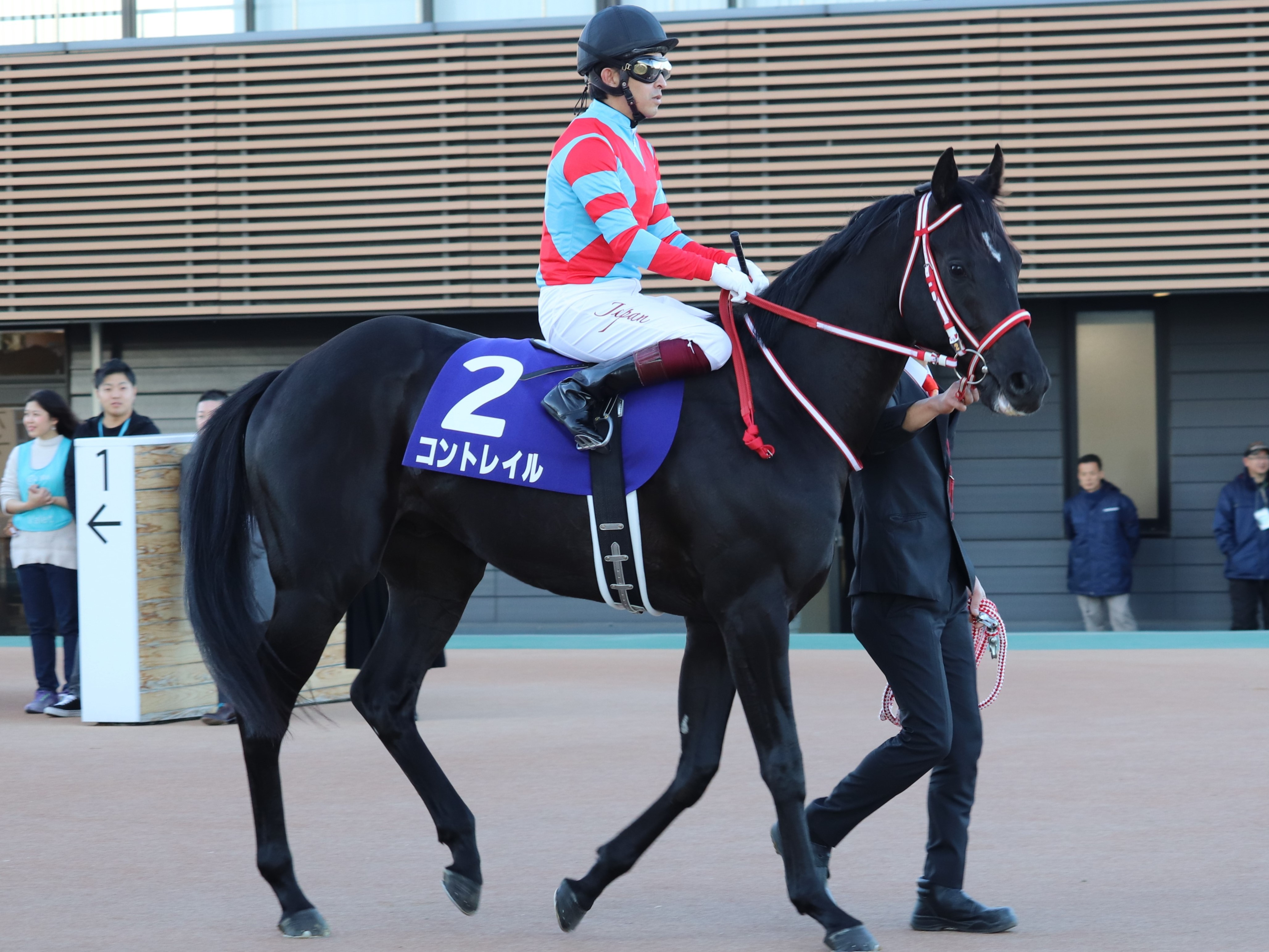
優勝馬コントレイル
（2019年ホープフルステークス）

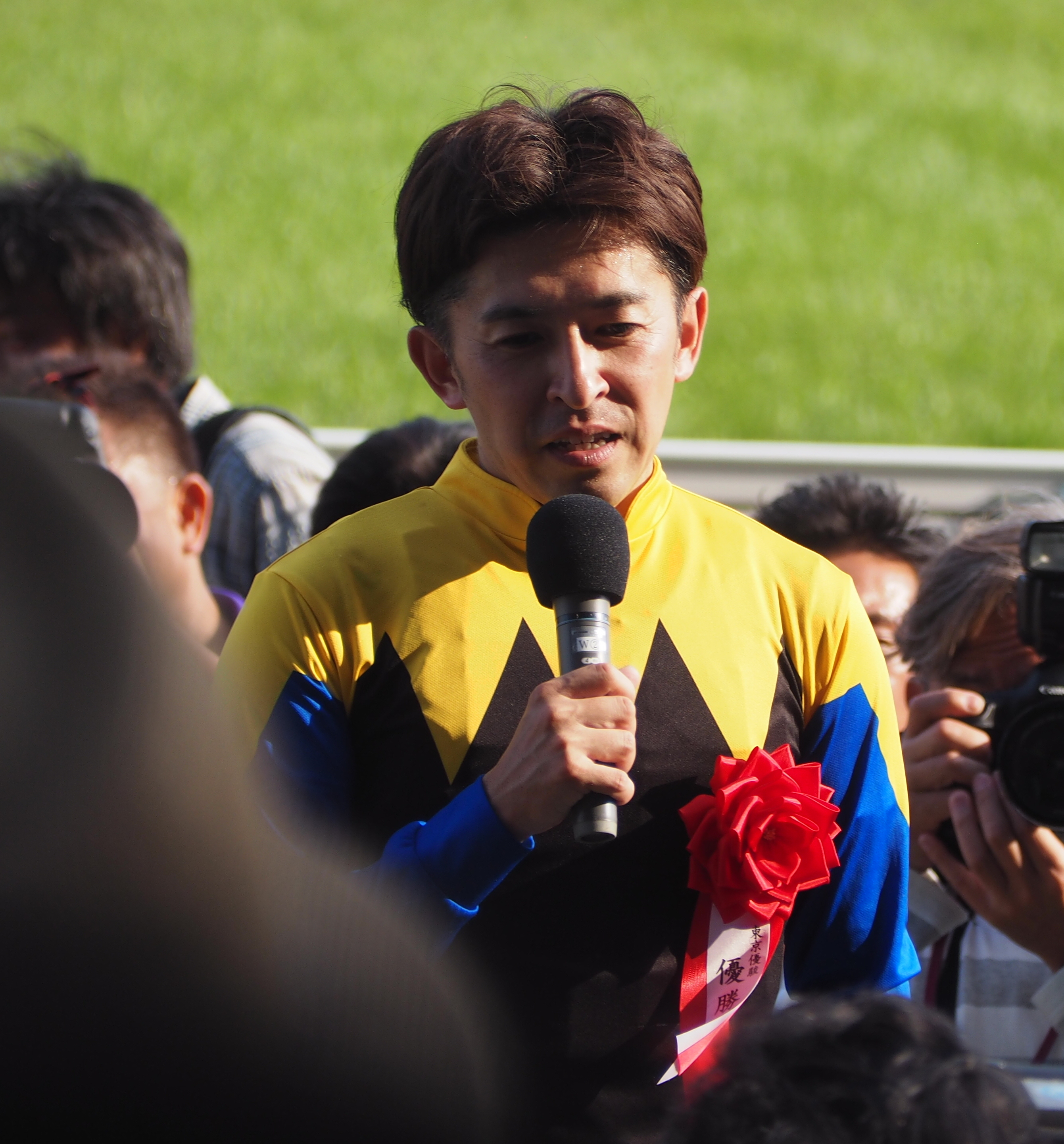
勝利騎手 福永祐一
（2018年日本ダービー勝利騎手インタビュー）

- 優勝したコントレイルは前走皐月賞に続くGI3勝目、通算5戦5勝[15]。
- 無敗での牡馬クラシック二冠制覇はディープインパクト以来15年ぶり、史上7頭目[16]。
- ディープインパクト産駒はダービー通算6勝目[16]。産駒のダービー6勝はトウルヌソル、サンデーサイレンスに並ぶ最多タイ記録[17]。また、同産駒は2018年から3連覇で、同一種牡馬によるダービー3連覇は史上3度目[17]。
- コントレイルは、ジェンティルドンナ、フィエールマンに次いでディープインパクト産駒のGI3勝馬となった[16]。
- コントレイルの単勝1.4倍は、1984年以降のダービーで史上4位の低オッズとなった[16]。
- 2着馬に3馬身差以上をつけてのダービー制覇は、2009年のロジユニヴァース(4馬身差)以来11年ぶり[16]。
- 皐月賞1・2着馬がダービーでも1・2着となったのは、1983年のミスターシービー・メジロモンスニー以来37年ぶり。1・2着が逆転した場合を含めても、1995年のタヤスツヨシ・ジェニュイン以来25年ぶり[16]。
- 前週に行われた優駿牝馬でデアリングタクトが優勝し、無敗で桜花賞との牝馬二冠を達成[18]。2003年のネオユニヴァース・スティルインラブ以来17年ぶり同年に牡馬・牝馬とも春のクラシック二冠馬が誕生した。牡牝とも無傷クラシック二冠は史上初[16]。
- 鞍上福永祐一は2018年のワグネリアン以来のダービー2勝目[15]。

- 管理する矢作芳人調教師は2012年のディープブリランテ以来のダービー2勝目[15]。
- ノースヒルズ生産馬はキズナ (2013年)、ワンアンドオンリー (2014年)以来のダービー3勝目[17]。
- 馬主の前田晋二は2013年のキズナ以来のダービー2勝目[17]。

### その他
- サトノインプレッサ鞍上の坂井瑠星、ビターエンダー鞍上の津村明秀はダービー初騎乗[11]。

- 鈴木孝志調教師（コルテジア）、池添学調教師（レクセランス）、鹿戸雄一調教師（ウインカーネリアン）は管理馬のダービー初出走[17]。

## 関係者コメント

### コントレイル（1番人気・1着）
- 騎乗した福永祐一は「素直に嬉しいです。コントレイルが非常に良い走りを見せてくれたのが何よりです。」「無敗馬で挑むダービーは自分自身初めての経験でしたが、たくさんの方が画面越しにレースを見てくださっていると思って騎乗しました。」「今日勝てたことでスターホースの仲間入りを果たしたと思いますが、こういった馬がファンが競馬を楽しむ大きな存在になればと思いますし、その馬に騎乗していたことを今日は誇りに思います」とコメントした[19]。

- 管理する矢作芳人調教師は「とにかく疲れました。ダービーで、1倍台の1番人気になる経験は初めてでしたし、プレッシャーは相当なものでした。」「レースについては、騎手に任せていました。外からサリオスも来て、接戦になるかと思いましたが、突き放して、本当に強かったと思います。現状、課題は見つかりません。秋、この馬を皆さんにお見せできればと思います。」とコメントした[19]。

- コントレイルを生産したノースヒルズ代表の前田幸治はこの状況下でダービーが開催された事への感謝を延べた上で「5月29日に航空自衛隊のブルーインパルスが医療従事者への感謝で大空に飛行機雲を描いたことは身勝手ながらコントレイルへのエールのようにも受け止めていました。矢作調教師と福永ジョッキー、牧場関係者に感謝申し上げます。秋は父ディープインパクトのように菊花賞へ向かって三冠馬を目指します」とコメントした[19]。

### サリオス（2番人気・2着）
- 騎乗したダミアン・レーンは「良いスタートを切り、道中リラックスして、折り合いもつきスムーズに行けました。良い反応をして一生懸命走ってくれました。ただ一頭だけ強い馬がいました」とコメントした[19]。

### ヴェルトライゼンデ（10番人気・3着）
- 騎乗した池添謙一は「皐月賞の時より状態が良く、これでどれだけやれるかと思っていました。道中勝ち馬を見ながら、良いところでレースをしましたが、3コーナーで勝ち馬に入りたいポジションを取られてしまいました。それでもしぶとく直線で盛り返してくれました。まだこれから良くなってくると思いますので、秋を楽しみにしたいです」とコメントした[19]。
- 管理する池江泰寿調教師は「ジョッキーが完璧に乗ってくれて、改めてこの馬の力を示すことができました。世代No.3ですからね。秋については、オーナーサイドと相談して決めます」とコメントした[19]。

### サトノインプレッサ（9番人気・4着）
- 騎乗した坂井瑠星は「道中は折り合っていた。有力馬を見ながら競馬をして、直線もよく伸びてくれた。強いメンバーを相手に頑張ってくれた」とコメントした[20]。

### ディープボンド（8番人気・5着）
- 騎乗した和田竜二は「道中はのびのびと走らせ、手応えはあまり良くなかったのですが、バテずに頑張ってくれました。この先が楽しみです」とコメントした[19]。

### ワーケア（3番人気・8着）
- 騎乗したクリストフ・ルメールは「4コーナーではコントレイルと手応えが違い過ぎました。ペースは速くなくて切れ味勝負になってしまい、スタミナを活かす競馬ができませんでした」とコメントした[19]。

### サトノフラッグ（4番人気・11着）
- 騎乗した武豊は「道中の感じは悪くなかったのですが、ディープインパクト記念で勝った時の末脚が見られませんでした」とコメントした[19]。
- 管理する国枝栄調教師は「勝つ時と負ける時のギャップが大きいです。精神的なところに原因があると思うので、リフレッシュして立て直します」とコメントした[19]。

## テレビ・ラジオ中継
- 本レースのテレビ・ラジオ放送の実況担当者は、以下の通り。
  - 日本放送協会（NHK）：高木修平（NHKグローバルメディアサービス）
  - ラジオNIKKEI：小塚歩[21]（東京本社スポーツ情報部）
  - フジテレビ：福原直英（アナウンス室副部長）
    - 解説：松本ヒロシ（競馬エイト・トラックマン）
    - 勝利ジョッキーインタビュー：青嶋達也

  - ニッポン放送：清水久嗣
  - ラジオ日本：細淵武揚
  - TBSラジオ：小笠原亘（エキスパート部次長）
  - 文化放送：長谷川太

このうち高木・小塚の二人は日本ダービー初実況。
緊急事態宣言発令による非常報道体制移行に伴い第80回皐月賞・第161回天皇賞（春）の放送を中止していたNHKは、2週前の第25回NHKマイルカップより競馬中継を再開。
海外ではTVGネットワーク（米国）、Sky Sports Racing（英国）、Sky Racing（豪州）などで生中継された。